# Municipio de North Salem
El municipio de North Salem (en inglés: North Salem Township) es un municipio ubicado en el condado de Linn en el estado estadounidense de Misuri. En el año 2010 tenía una población de 149 habitantes y una densidad poblacional de 1,3 personas por km².

## Geografía
El municipio de North Salem se encuentra ubicado en las coordenadas 39°59′50″N 92°56′13″O / 39.99722, -92.93694. Según la Oficina del Censo de los Estados Unidos, el municipio tiene una superficie total de 114.89 km², de la cual 114,5 km² corresponden a tierra firme y (0,34 %) 0,39 km² es agua.

## Demografía
Según el censo de 2010, había 149 personas residiendo en el municipio de North Salem. La densidad de población era de 1,3 hab./km². De los 149 habitantes, el municipio de North Salem estaba compuesto por el 99,33 % blancos y el 0,67 % eran de una mezcla de razas. Del total de la población el 0 % eran hispanos o latinos de cualquier raza.